# Nopé Fangam Tiebala
Nopé Fangam Tiebala (em francês: Gnopé Fangan) foi um nobre senufô de Nielé, na atual Costa do Marfim, que esteve ativo no século XIX.

## Vida
Nopé era um nobre senufô da família Tiebala. Segundo a tradição oral, torna-se senhor em Nielé, atual Costa do Marfim, em sucessão de Uocom, porém não é registrada a relação dos dois, se havia alguma. Sob Nopé, os Tiebalas expandiram seu poder através de conquistas territoriais e os tauagas (antigos donos de Nielé), invejando isso, atacaram-os, mas foram derrotados e obrigados a dirigir-se para Fobolo ou Fologo, na circunscrição de Coroco. Ao morrer, Nopé deixou Nielé para Piequé e Uairimé, indivíduos que não se registra se eram seus filhos ou não. Essa tradição contradiz outra segundo a qual no período Nielé era comandada por Fanga Uatara e que tempos depois Uairimé foi colocado no comando por intermédio do fama Tiebá Traoré (r. 1866–1893) do Reino de Quenedugu.